# Camponotus aegyptiacus
Camponotus aegyptiacus (лат.) — вид земляных муравьёв рода Camponotus из подсемейства формицины (Formicidae).

## Распространение
Северная, Центральная и Восточная Африка.

## Описание
Земляные муравьи, гнездятся в почве и под камнями в саваннах и пустынях. Основная окраска тела (грудка и брюшко) желтовато-коричневая (голова до чёрного). Среднего размера, рабочие и солдаты длиной от 8 до 12 мм. Скапус усиков длинный, выходит за пределы затылочного края головы. Ноги тонкие и длинные. Передний край клипеуса с прямоугольной лопастью, которая выступает вперёд за передние углы головы. Грудь в профиль равномерно выпуклая. Проподеум без поперечного вдавления, округлый и без эпинотальных шипиков или зубцов. Стебелёк между грудкой и брюшком состоит из одного членика (петиолюс), несущего вертикальную чешуйку. Гнездятся в земляных муравейниках. В составе секреции дюфуровых желёз обнаружено несколько феромонов, в том числе, ундекан C11H24 и додецилацетат C14H28O2.

## Систематика
Вид был впервые описан из Египта в 1915 году итальянским мирмекологом Карло Эмери под первоначальным названием Camponotus maculatus subsp. aegyptiacus Emery, 1915 и в 1925 году включён в состав подрода Tanaemyrmex вместе с такими видами как Camponotus turkestanus, Camponotus aethiops, Camponotus xerxes и Camponotus fedtschenkoi. Самки и самцы были описаны в 1932 году (Menozzi, 1932). В 1972 году повышен до видового статуса (Baroni Urbani, 1972).